# Strażnica WOP Orle

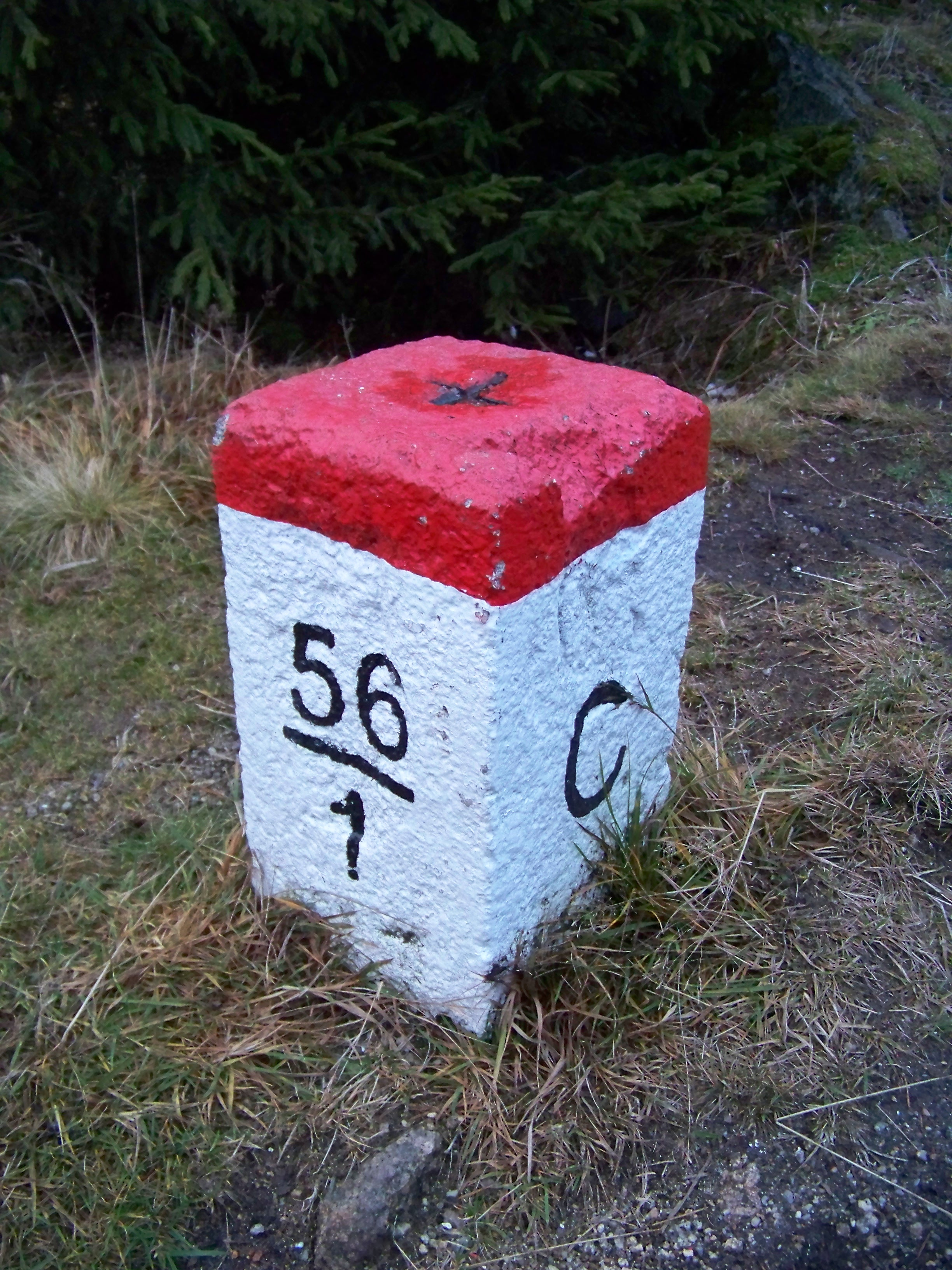
Granica polsko-czeska, znak gran. nr 56/1 (listopad 2009)

Strażnica Wojsk Ochrony Pogranicza Karlsthal/Orle – zlikwidowany pododdział Wojsk Ochrony Pogranicza pełniący służbę graniczną na granicy polsko-czechosłowackiej.

## Formowanie i zmiany organizacyjne
Strażnica została sformowana w 1945 w strukturze 1 komendy odcinka Szklarska Poręba jako 5 strażnica WOP (Karlsthal) o stanie 56 żołnierzy. Kierownictwo strażnicy stanowili: komendant strażnicy, zastępca komendanta do spraw polityczno-wychowawczych i zastępca do spraw zwiadu. Strażnica składała się z dwóch drużyn strzeleckich, drużyny fizylierów, drużyny łączności i gospodarczej. Etat przewidywał także instruktora do tresury psów służbowych oraz instruktora sanitarnego.
W 1947 została przeformowana na strażnicę III kategorii o stanie 31 wojskowych.
W związku z reorganizacją oddziałów WOP, 24 kwietnia 1948 strażnica została włączona w struktury 12 batalionu Ochrony Pogranicza, a 1 stycznia 1951 81 batalionu WOP w Szklarskiej Porębie.

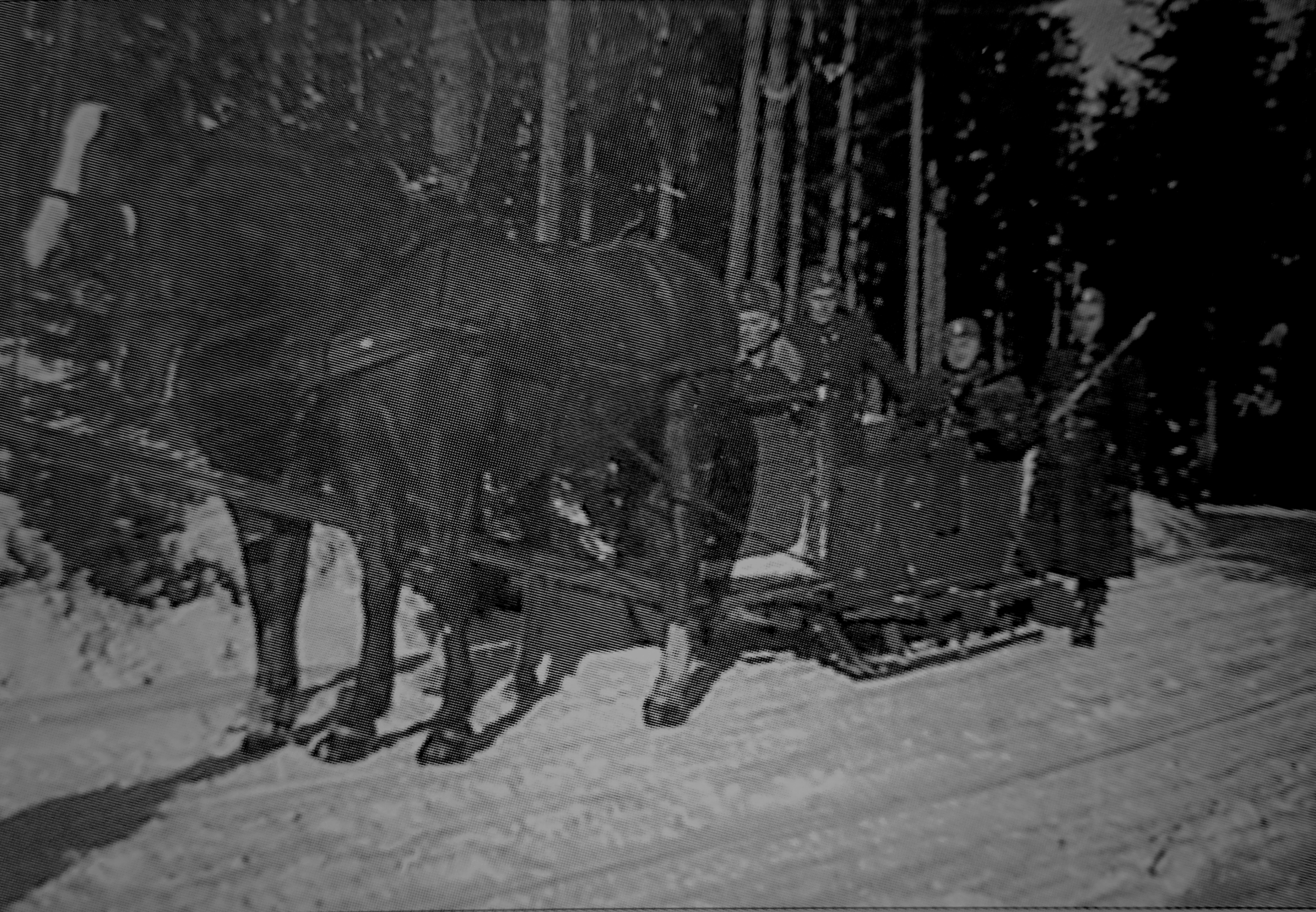
Żołnierze WOP na saniach (1962)

Od 15 marca 1954 wprowadzono nową numerację strażnic, a strażnica WOP Orle III kategorii otrzymała nr 7 w skali kraju. 
W 1956 rozpoczęto numerowanie strażnic na poziomie brygady. Strażnica III kategorii Orle była 7. w 8 Brygadzie Wojsk Ochrony Pogranicza. W 1960, po kolejnej zmianie numeracji, strażnica posiadała numer 23 i zakwalifikowana była do kategorii IV w 8 Łużyckiej Brygadzie WOP . W 1964 strażnica WOP nr 22 Orle uzyskała status strażnicy lądowej i zaliczona została do IV kategorii.
Opis strażnicy z lat służby przez chor. Zygmunta Pietera w 1966:

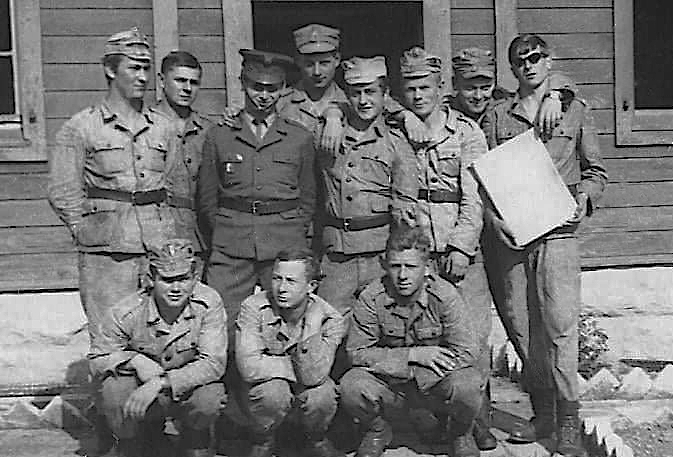
Żołnierze WOP (1966)

[...] Orle: wszechobecny śnieg, zakrywający strażnicę aż po dach. W śniegu wykopane dwa tunele łączące dwa budynki strażnicy i stajnię dla koni. Dwie ścieżki wyżłobione nartami żołnierskimi, wychodzące ze strażnicy w lewo na Halę Izerską do styku ze strażnicą Świeradów i w prawo do styku ze strażnicą Jakuszyce. Obok strażnicy widoczny dach stajni dla koni pracowników leśnych, trochę dalej leśniczówka pana Tadeusza Malca. W strażnicy dwa konie, kilka wieprzy i... krowa. Dawała mleko do żołnierskiej kawy. Patrole zimą służbę mogły pełnić tylko na nartach – nie było sposobu poruszania się pieszo w tak głębokim śniegu. Prowiant odbierany był ze strażnicy Jakuszyce i toboganami, ciągniętymi przez żołnierzy na nartach, docierał do naszej strażnicy. Zaprzęg konny mógł być użyty jedynie późną wiosną i latem. Po zejściu śniegu zaopatrzenie strażnicy odbywało się samochodem GAZ-69, który na zimę zabierany był do batalionu. Życie w strażnicy różniło się od kompanijnego: tu nie było pobudek zrywających żołnierzy z łóżek. Tok życia regulowała służba graniczna, pełniona całą dobę. Patrole powracające ze służby musiały mieć zapewnione 8 godzin snu. Pozostały czas przeznaczony był na szkolenie, odpoczynek i przygotowanie się do nowej służby. W strażnicy mieszkały dwie rodziny dowódcy i szefa strażnicy pani Jola Piecuchowa z synem i pani Władzia Raniszewska z synami bliźniakami...
1 czerwca 1976 Strażnica WOP Orle została rozwiązana. Na jej miejscu utworzona została strażnica ćwiczebna do szkolenia młodego rocznika poborowych Łużyckiej Brygady WOP. Jako strażnica ćwiczebna funkcjonowała do 12 września 1979. Na jej miejscu utworzono Ośrodek Sportów Zimowych WOP podległy pod ośrodek Krasnoludki w Szklarskiej Porębie, którego kierownikiem w latach 1979–1990 był mjr Krzysztof Jarmuszewski.
Opis strażnicy ćwiczebnej i ośrodka szkolenia WOP z lat służby przez: chor. sztab SG Mirosława Karpieja 1976–1982 i mjr. Krzysztofa Jarmuszewskiego 1979–1990:
[...] Przyjeżdżały tu dzieci kadry WOP na kolonie. Odbywały się również obozy sportowe warszawskiej Akademii Wychowania fizycznego... Mieliśmy cztery konie, chodziły luzem po lesie, nie uciekały choć niekiedy dochodziły do rzeki Izery. Czesi wówczas dzwonili, by je odebrać. Konie były bardzo pomocne, bez nich nie byłoby mowy o transporcie jedzenia na Orle... Po zaopatrzenie jeździliśmy saniami z końmi do Jakuszyc. Tam zostawialiśmy je, a sami wsiadaliśmy w samochód, by pojechać do batalionu w Szklarskiej Porębie. Było tak zimno, że do sań pod nogi, braliśmy bańki z ciepłą wodą... Podczas stanu wojennego na Orlu nic specjalnego się nie działo. Przyszedł rozkaz, by zwracać uwagę, czy nic podejrzanego się nie dzieje, ale panował idealny spokój – jak wcześniej. To był teren zamknięty, nikt przypadkowy nie zapuszczał się na Orle.... Mieliśmy na Orlu świnie. Ponieważ sporo jedzenia nam zostawało, a nie chcieliśmy go marnować, postanowiliśmy je hodować...
[...] Na Orlu był mały wyciąg narciarski talerzykowy. Zakupiony został w jeleniogórskiej Fampie, która wtedy zajmowała się takimi konstrukcjami. Wyciąg stał za mostkiem na drodze w kierunku Hali Izerskiej, po lewej stronie, około 300 m od budynków na Orlu. Ośrodek na Orlu znajdował się w domach w których obecnie są noclegi. Główny budynek należał do nadleśnictwa i służył jako stajnia. W środku były konie...
W latach 1976–1989 obiekty administracyjnie podlegały strażnicy WOP Jakuszyce. Po pewnym czasie zostały przekazane Towarzystwu Izerskiemu.

## Ochrona granicy
Wejście na łukowy (rozporowy) most żelbetowy na Izerze (był w złym stanie technicznym), z czechosłowackiej i polskiej strony było zadrutowane, z przyczepionymi tablicami informacyjnymi zakazującymi wchodzenia i przekraczania granicy.
W ochronie granicy dowódcy strażnicy ściśle współpracowali ze swoimi odpowiednikami tj. naczelnikami placówek OSH (Ochrana Statnich Hranic) CSRS.

## Strażnice sąsiednie
- 4 strażnica WOP Karlsthal ⇔ 6 strażnica WOP Kammhauser – 1946
- 4 strażnica OP Jakuszyce ⇔ 6 strażnica OP Świeradów-Zdrój – 1949
- 6 strażnica WOP Jakuszec II kat. ⇔ 8 strażnica WOP Świeradów I kat. – 1956
- 24 strażnica WOP Jakuszec IV kat. ⇔ 22 strażnica WOP Świeradów IV kat. – 01.01.1960
- 23 strażnica WOP lądowa IV kat. Jakuszyce ⇔ 21 strażnica WOP lądowa IV kat. Świeradów-Zdrój – 01.01.1964.

## Komendanci/dowódcy strażnicy
- chor. Ryszard Kęsicki (był w 10.1946)[b]
- ppor. Ryszard Bartoszewicz (1959–1961)[17]
- por. Czesław Badowski (1961–1963)
- por. Antoni Zarzycki (do 02.1966)
- ppor. Henryk Piecuch (od 02.1966)
- por. Jan Dobosz (24.05.1967–06.08.1969)[18].

Szef strażnicy ćwiczebnej:
- sierż. Mirosław Karpiej (1976–1982)[19].

Kierownik Ośrodka Sportów Zimowych WOP:
- mł. chor. Mirosław Karpiej[19].